# Max Wall
Max Wall (né George Maxwell Lorimer à Brixton le 12 mars 1908 et mort le 21 mai 1990) est un humoriste et acteur anglais qui a fait carrière dans le music-hall, le théâtre, le cinéma et la télévision.

## Filmographie partielle
- 1968 : Chitty Chitty Bang Bang
- 1975 : Objectif Lotus
- 1977 : Jabberwocky
- 1978 : The Hound of the Baskervilles
- 1979 : Guerre et Passion
- 1987 : La Petite Dorrit
- 1990 : Strike It Rich de James Scott (en)